# Lutgardis van Houffalize
Lutgardis van Houffalize erfvrouwe van Gronsveld (ca. 1192-). Zij was een dochter van Diederik I van Houffalize van Gronsveld  en Alveradis Aluerta (Luitgarde) (Luitgarde) van Elsloo-Stein (ca. 1155-)
Zij trouwde met Willem II van Stolberg van Aachen heer van Gronsveld (ca. 1190-1241). Hij was een zoon van Reinhard II van Stolberg. Uit hun huwelijk werd geboren:
- Reinhard III van Stolberg van Aken leenheer van Gronsveld 1255-1261 (ca. 1219 - na 1285)